# Estação Plaza Chacabuco
A Estação Plaza Chacabuco é uma das estações do Metrô de Santiago, situada em Santiago, entre a Estação Conchalí e a Hospitales. Faz parte da Linha 3.
Foi inaugurada em 22 de janeiro de 2019. Localiza-se na Avenida Independencia com Hipodómo Chile. Atende a comuna de Independencia.